# 테살로니카의 에브스타티오스
테살로니카의 에브스타티오스(그리스어: Εὐστάθιος Θεσσαλονίκης, 1115년 ~ 1195년?)는 비잔티움 그리스의 학자이자 테살로니카의 대주교였다. 1185년 노르만인에 의한 테살로니카의 주머니 사건의 동시대 보고문과 대중에게 한 연설, 호메로스에 대한 논평으로 가장 잘 알려져 있다.
1988년 6월 10일 공식적으로 시성되었으며, 축일은 9월 20일이다.